# Inga cuspidata
Inga cuspidata é uma espécie vegetal da família Fabaceae.
Árvore pequena de floresta úmida de baixa altitude, em áreas de várzeas ou próximas a rios. Encontrada na região central do Panamá.